# 上城龍也
上城 龍也（かみじょう たつや、1963年7月5日 - ）は、日本の男性声優。俳優。所属事務所はプロダクション・エース（旧トライアルプロダクション）。神奈川県出身。

## 人物
趣味・特技は野球、読書、映画、演劇鑑賞。

## 出演作品

### テレビアニメ
2006年
- 内閣権力犯罪強制取締官 財前丈太郎（太田垣、組対部）

2008年
- 乃木坂春香の秘密（スーツの男）
- BLASSREITER（シュヴァルツ）

2009年
- アラド戦記 〜スラップアップパーティー〜（ルガル）
- クイーンズブレイド 流浪の戦士（評議員A）
- 神曲奏界ポリフォニカ クリムゾンS（サンテラ・ボルゾン）
- NEEDLESS（老人）

2010年
- おまもりひまり（妖）
- 伝説の勇者の伝説

2011年
- R-15（男、マネージャー）

2013年
- 宇宙戦艦ヤマト2199（バルシュ・メック、シュデルグ通信士）[3]

2016年
- ブレイブウィッチーズ（艦隊司令）

### OVA
2008年
- HELLSING（裏切中佐）

2018年
- 宇宙戦艦ヤマト2202 愛の戦士たち（尾崎徹太郎[4][5]）※ODS作品、2018年秋テレビ放送開始予定

### 劇場アニメ
2008年
- 劇場版 空の境界 第五章 矛盾螺旋（サラリーマン）

### ゲーム
2007年
- 令嬢探偵〜オフィスラブ事件慕〜（梶山治）

### 吹き替え

#### 映画
- 新しい人生のはじめかた
- イントゥ・ザ・ブルー2（ヨーキン〈ティモシー・レヒナー〉）
- キャピタリズム〜マネーは踊る〜
- シップ・オブ・ノーリターン 〜グストロフ号の悲劇〜（レオンバーグ〈フランシス・フルトン＝スミス〉）
- 戦艦バウンティ号の叛乱 ※PDVD版
- ソビエト侵攻 〜バルバロッサ作戦1941〜
- NOISE ノイズ（チーフ〈ウィリアム・ボールドウィン〉）
- ハウエルズ家のちょっとおかしなお葬式
- ヒドラ（スイート船長〈マイケル・シェイマス・ワイルズ〉）
- フライト・デスティネーション
- フライング・タイガー（ウディ・ジェイソン〈ジョン・キャロル〉）※PDVD版
- ブラック・スコルピオン（ロプレスティ〈ダニエル・カッシュ〉）
- ミレニアム　ドラゴン・タトゥーの女
- わが教え子、ヒトラー（アルベルト・シュペーア〈シュテファン・クルト〉）

#### テレビドラマ
- アイルランド（パク社長〈ソン・スンファン〉）
- ER緊急救命室
  - シーズン14 #19（男〈モー・ガリーニ〉）
  - シーズン15 #22（マーク・テイラー〈ビョルン・ジョンソン〉）
- ウェディング
- 風の国（クチュ）
- クリミナル・マインド2 FBI行動分析課
- グッド・ワイフ
- 刑事ヴァランダー 白夜の戦慄
- CSI:マイアミ7
- スーパーナチュラル
- SCORPION/スコーピオン
- 製パン王 キム・タック
- チャームド 〜魔女3姉妹〜
- 朱蒙 〜チュモン〜
- ディフェンダーズ 闘う弁護士
- 鉄の王 キム・スロ
- トキメキ☆成均館スキャンダル（ハ・ウギュ〈イ・ジェヨン〉）
- ドリームハイ
- HAWAII FIVE-0 シーズン1 #17（サローニ〈ブランスコム・リッチモンド〉）
- プリズン・ブレイク シーズン2（ビル・キム〈レジー・リー〉）
- 弁護士イーライのふしぎな日常
- レスキュー・ミー 〜NYの英雄たち（ロジャー・ミルズ〈ジェイ・ポッター〉）
- マイ・プリンセス（ソ・スヌ）
- ミッシング -サイキック捜査官-（マイケル・デブロー：#15）
- ミディアム6 霊能者アリソン・デュボア

#### その他
- アプレンティス2/セレブたちのビジネス・バトル（ジェフ・ヘイズレット、ジョージ・ロス）

### ドラマCD
- こころ（先生の叔父）
- サウダージ 後編（ホアン）
- 全寮制櫻林館学院〜ゴシック〜（学院長）
- 同級生（先生A）
- ほんと野獣（後藤田明）

### テレビドラマ
- 金曜エンターテイメント 女ざかり!!区役所の名探偵（フジテレビ）
- 金曜ドラマ タイヨウのうた 第9話「忍び寄る運命の影」（2006年、TBS）

### その他
- 白猫プロジェクト Song Collection「喜びのうた」（2021年、海賊団クルー）